# Port-d'Espagne
Port-d'Espagne, aussi appelée Port of Spain en français, comme en anglais, est la capitale de Trinité-et-Tobago. 
La ville est localisée sur le golfe de Paria, sur l'île de Trinité. C'est le principal centre d'activité des Caraïbes, par l'exportation de produits issus de l'agriculture, du bitume, de la bauxite vers les Guyanes (Guyane française, Guyana et Suriname), et du fer principalement vers le Venezuela (pour y être transformé).

## Histoire
De 1958 à 1962, Port-d'Espagne fut la capitale de la Fédération des Indes occidentales.

## Géographie
Port-d'Espagne est située dans le nord-ouest de l'île de Trinité, entre le golfe de Paria, les collines du nord et le marais Caroni. La ville est à la fois bâtie sur des terrains gagnés sur la mer et à flanc de coteau.

### Climat
Climat tropical avec saison des pluies de juin à décembre et saison sèche de janvier à mai.

### Structure urbaine
Centre-ville
- Downtown
- Newtown

Quartiers Ouest
- Woodbrook
- Saint James
- Mucarapo

Quartiers Est
- East Dry River
- Laventille
- Belmont (en)
- Gonzales
- John John
- Beetham Estate
- Morvant

Quartiers Nord-Ouest
- St-Clair
- Long Circular
- Federation Park
- Queens Park West

Quartiers Nord
- Lady Chancellor
- Saint Anns
- Flagstaff

## Administration
Districts électoraux :
- St. James East
- St. James West
- Woodbrook
- Northern Port of Spain
- Belmont Est
- Belmont Nord & Ouest
- Southern Port of Spain
- East Dry River
- St. Ann's River South
- St. Ann's River Central
- St. Ann's River North
- Belmont South

## Économie
La ville est le principal centre d'activités économiques du pays. C'est en outre un centre financier important des Caraïbes. La Republic Bank, Trinidad and Tobago Limited et la RBTT (anciennement Banque royale de Trinité-et-Tobago) y ont leur siège.
La ville a aussi un important trafic maritime de conteneurs.

## Population
La population était de 54 100 habitants en 1901, 92 793 en 1946 (à la suite de l'annexion de St-James en 1938), 93 954 en 1960, 73 950 en 1970, 59 200 en 1988 et 49 031 en 2000.

## Personnes liées à la commune
- Leonora Pujadas-McShine (1910-1995), militante des droits des femmes, y est née.
- Geoffrey Holder (1930-2014) y est né.
- Mike Agostini (1935-2016), athlète y est né.
- Marion Wagschal (1943-), artiste peintre.
- Glenroy Gilbert (1968-), athlète canadien spécialiste du sprint.
- Nicki Minaj y est née.
- Trinidad James y est né, rappeur.
- Parvati Khan, chanteuse indienne, y est née.
- Ato Boldon (1973 - ), athlète champion du monde du 200 m, y est né.

## Culture et loisirs

### Carnaval
Voir Carnaval de Trinité-et-Tobago.

### Musique
Nicki Minaj y a tourné son clip Pound the Alarm.

### Sports

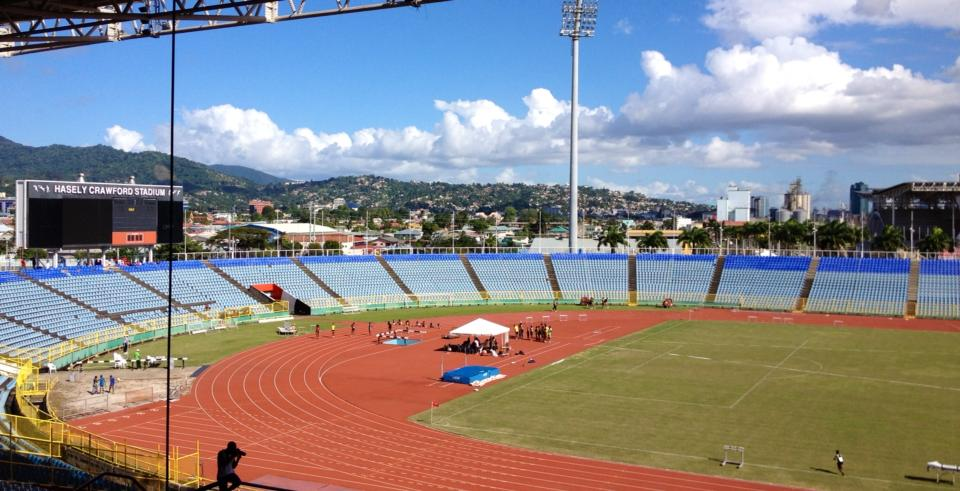
Stade Hasely-Crawford.

Port-d'Espagne a plusieurs équipements sportifs d'envergure : 
- Queen's Park Oval (cricket, cyclisme) ;
- le stade Hasely Crawford (football, athlétisme) ;
- le complexe Jean Pierre (boxe).

## Infrastructures

### Santé
Le service public de santé est dans un état médiocre. De nombreuses cliniques privées sont aussi présentes. 

### Transports
Un ferry relie Port-d'Espagne à Scarborough (île de Tobago), avec entre une et deux liaisons quotidiennes entre les deux ports.

L'Aéroport International de Piarco est à 17 km du centre-ville.

### Édifices religieux
L’archidiocèse de Port-d’Espagne, catholique, y a sa cathédrale de l’Immaculée-Conception. On y trouve différentes autres églises, dont le sanctuaire du Saint-Rosaire.
Les Anglicans y ont la cathédrale de la Sainte-Trinité.

## Jumelages
- Atlanta (États-Unis)
- Saint Catharines (Canada)
- Georgetown (Guyana)
- Morne-à-l'Eau (France) (Guadeloupe)